# Mesochorus pectinipes
Mesochorus pectinipes là một loài tò vò trong họ Ichneumonidae.